# Shane MacGowan
Shane Patrick Lysaght MacGowan (25. prosince 1957 Pembury, Kent, Anglie – 30. listopadu 2023) byl irský hudebník, zpěvák, kytarista. Převážně je znám jako zpěvák a autor textů kapely The Pogues, hrající Celtic punk.

## Život
Shane MacGowan se narodil irským rodičům a mládí strávil v irském hrabství Tipperary, než se v 6 letech s rodiči přestěhoval zpět do Anglie. Jeho matka byla tanečnice tradičních irských tanců, zpěvačka a modelka, otec byl středostavovský úředník.
Žil na mnoha místech jihovýchodní Anglie, jako třeba v Brightonu či Londýně. Byl přijat na Westminster School, ale v druhém ročníku u něho našli drogy a ze školy ho vyloučili. Ve veřejnou známost vešel v roce 1976 po koncertu londýnské punkové kapely The Clash, během kterého mu Jane Crockfordová, budoucí basistka Mo-dettes, nakousla ucho. Fotografie zkrvaveného MacGowana pak vyšla v novinách s titulkem „Cannibalism At Clash Gig“ (Kanibalismus na koncertu The Clash). Krátce po této události založil svoji první kapelu The Nipple Erectors (později zkráceně The Nips).

## Kariéra

### 1982–1991: zakladatel a frontman The Pogues
MacGowan při formování skupiny vyšel ze svých irských kořenů a svůj raný punkový styl nahradil tradičnějším. Mnoho z jeho skladeb je ovlivněno irským nacionalismem a historií, zkušenostmi irské diaspory (především v Anglii a Spojených státech) a londýnským životem. Tyto vlivy jsou dokumentovány např. v jeho biografii. Sám za své vlivy často uváděl irského básníka Jamese Clarence Mangana a dramatika Brendana Behana. Mezi roky 1985 a 1987 spoluvytvořil skladbu Fairytale of New York, kterou zpíval s Kirsty MacCollovou. V následujících letech s The Pogues vydal několik alb.

### 1992–2005: Shane MacGowan and The Popes
Poté, co ho The Pogues pro jeho nespolehlivost a alkoholické výstřelky z kapely vyhodili, založil skupinu Shane MacGowan and The Popes, s níž nahrál dvě studiová alba, živé album a živé DVD a od prosince 2003 do května 2005 s ní odehrál šňůru koncertů v Británii, Irsku a Evropě. V roce 1997 se MacGowan podílel na společné nahrávce skladby „Perfect Day“ Lou Reeda pro charitativní akci Children in Need. Ta se dostala na čelo britské hitparády, prodalo se jí přes milion kusů a do sbírky přispěla rekordní částkou, přesahující 2 miliony liber.